# Ross Hutchins
Ross Hutchins (Wimbledon, 22 februari 1985) is een tennisser uit het Verenigd Koninkrijk. In 2002 trad hij toe tot de rijen der professionals en hij is uitsluitend actief in het mannendubbelspel. Hutchins won vijf ATP-toernooien in het dubbelspel. In de periode 2008–2012 vertegenwoordigde hij het Verenigd Koninkrijk op de Davis Cup.

## Palmares
| Legenda                       | Legenda               |
| ----------------------------- | --------------------- |
| Grand Slam                    |                       |
| Olympische Spelen             |                       |
| tot 2009                      | vanaf 2009            |
| Tennis Masters Cup            | ATP Finals            |
| ATP Masters Series            | ATP Tour Masters 1000 |
| ATP International Series Gold | ATP Tour 500          |
| ATP International Series      | ATP Tour 250          |

### Dubbelspel
| Nr.                               | Datum             | Toernooi            | Ondergrond    | Partner        | Tegenstander in finale                | Score                |         |
| --------------------------------- | ----------------- | ------------------- | ------------- | -------------- | ------------------------------------- | -------------------- | ------- |
| gewonnen finales mannendubbelspel |                   |                     |               |                |                                       |                      |         |
| 1.                                | 28 september 2008 | ATP Peking          | Hardcourt     | Stephen Huss   | Ashley Fisher Bobby Reynolds          | 7-5, 6-4             | details |
| 2.                                | 31 oktober 2010   | ATP Montpellier     | Hardcourt (i) | Stephen Huss   | Marc López Eduardo Schwank            | 6-2, 4-6, [10-8]     | details |
| 3.                                | 30 oktober 2011   | ATP Sint-Petersburg | Hardcourt (i) | Colin Fleming  | Michail Jelgin Aleksandr Koedrjavtsev | 6-3, 6-7(5), [10-8]  | details |
| 4.                                | 4 maart 2012      | ATP Delray Beach    | Hardcourt     | Colin Fleming  | Michal Mertiňák André Sá              | 2-6, 7-6(5), [15-13] | details |
| 5.                                | 23 juni 2012      | ATP Eastbourne      | Gras          | Colin Fleming  | Jamie Delgado Ken Skupski             | 6-4, 6-3             | details |
| verloren finales mannendubbelspel |                   |                     |               |                |                                       |                      |         |
| 1.                                | 23 juni 2007      | ATP Nottingham      | Gras          | Joshua Goodall | Eric Butorac Jamie Murray             | 6-4, 3-6, [5-10]     | details |
| 2.                                | 11 oktober 2008   | ATP Moskou          | Tapijt (i)    | Stephen Huss   | Serhij Stachovsky Potito Starace      | 6-7(4), 6-2, [6-10]  | details |
| 3.                                | 26 oktober 2008   | ATP Lyon            | Tapijt (i)    | Stephen Huss   | Michaël Llodra Andy Ram               | 3-6, 7-5, [8-10]     | details |
| 4.                                | 11 oktober 2009   | ATP Tokio           | Hardcourt     | Jordan Kerr    | Julian Knowle Jürgen Melzer           | 2-6, 7-5, [8-10]     | details |
| 5.                                | 16 januari 2010   | ATP Sydney          | Hardcourt     | Jordan Kerr    | Daniel Nestor Nenad Zimonjić          | 3-6, 6-7(5)          | details |
| 6.                                | 21 februari 2010  | ATP Memphis         | Hardcourt (i) | Jordan Kerr    | John Isner Sam Querrey                | 4-6, 4-6             | details |
| 7.                                | 15 juli 2012      | ATP Newport         | Gras          | Colin Fleming  | Santiago González Scott Lipsky        | 6-7(3), 3-6          | details |

## Resultaten grandslamtoernooien
| Legenda | Legenda                          |
| ------- | -------------------------------- |
| g.t.    | geen toernooi gehouden           |
| l.c.    | lagere categorie                 |
| –       | niet deelgenomen                 |
| G       | uitgeschakeld in de groepsfase   |
| 1R      | uitgeschakeld in de eerste ronde |
| 2R      | uitgeschakeld in de tweede ronde |
| 3R      | uitgeschakeld in de derde ronde  |
| 4R      | uitgeschakeld in de vierde ronde |
| KF      | uitgeschakeld in de kwartfinale  |
| HF      | uitgeschakeld in de halve finale |
| F       | de finale verloren               |
| W       | het toernooi gewonnen            |
| w-v     | winst/verlies-balans             |

### Mannendubbelspel
| Toernooi        | 2005 | 2006 | 2007 | 2008 | 2009 | 2010 | 2011 | 2012 |
| --------------- | ---- | ---- | ---- | ---- | ---- | ---- | ---- | ---- |
| Australian Open | –    | –    | –    | –    | 2R   | 1R   | 1R   | 3R   |
| Roland Garros   | –    | –    | –    | 3R   | 1R   | 1R   | –    | –    |
| Wimbledon       | 1R   | 2R   | 1R   | 2R   | 1R   | 2R   | KF   | 1R   |
| US Open         | –    | –    | –    | 2R   | 1R   | 1R   | KF   |      |